# 로버트 월든
로버트 월든(Robert Walden, 1943년 9월 25일 ~ )은 미국의 배우, 각본가이다.
뉴욕에서 태어났다.

## 출연 작품
- 매티 프레스노 앤 더 홀로플럭스 유니버스 (2007년)
- 더 플러퍼 (2001년)
- 키스 오브 스트레인저 (1999년)
- 데저트 썬더 (1999년)
- 인 다크 플레이스 (1997년)
- 방송국 사고 파티 (1994, Radioland Murders)
- 히로시마 원폭투하대 (1980년)
- 블루 선샤인 (1978년)
- 카프리콘 프로젝트 (1978년)
- 저승에서 온 딸 (1977년)
- 모두가 대통령의 사람들 (1976년)
- 아워 타임 (1974년)
- 경찰 초년병 (1972년)
- 섹스에 대해서 알고 싶어하는 모든 것 (1972년)
- 분노의 계절 (1972년)
- 종합병원 (1971년)
- 아웃 오브 타우너스 (1970년)
- 기관총 엄마 (1970년)

### 텔레비전
- 닥터 게논 (1969년)
- 샌프란시스코 수사반 (1972년)
- 해필리 디보스드 시즌2 (2012년)